# Rob Bakker
Rob Bakker (Bussum, 19 oktober 1949) is een Nederlandse journalist, auteur en historicus uit Baarn.
Als docent Nederlands en Zakelijke Communicatie is hij verbonden aan de Hogeschool voor de Kunsten in Utrecht.
Bakker werd als timmermanszoon geboren als zevende van 14 kinderen in een katholiek arbeidersgezin. Na de HBS op het Sint-Vituscollege ging hij in 1971 naar de School voor Journalistiek in Utrecht. In deze periode liep hij stage bij de Gooi- en Eemlander.
Na zijn opleiding werkte hij voor reclamevakbladen en werd uitgever van boeken voor radio- en televisiemakers. Zo verschenen bij Broadcast Press Hilversum Broadcast Magazine en het Omroephandboek. In 1973 werd hij hoofdredacteur Huis & Tuin. Daarna was hij twaalf jaar lang hoofdredacteur van het satirische tijdschrift MAD. In 1977 en 1978 schreef Bakker Talent in de Reclame, Belevenissen van een jong talent, 99 verhalen in Ariadne/Revue der Reclame. Tevens introduceerde hij in Nederland de Gouden TV Beelden van de Nederlandse Academy Awards, de Marconi Awards voor radiomakers en de Omroepman/vrouw van het Jaar. Ook was hij oprichter en jaarlijkse organisatie van het Nationaal Omroepcongres. Tevens was hij belast met de organisatie van het Nationaal omroep Gala.
Bakker schreef romans, waaronder Graven, Een Pad Voorbij over vrijwillige euthanasie en De Toespraakschrijver. Hij maakte zijn thrillerdebuut met FE! Vanaf 2015 verschenen de Vierdaagsethrillers De dood wandelt mee en Het Mysterie van de 100...
Voor de NCRV schreef hij met Frans Bruynseels de dramaserie Laden maar, die in 1978 en 1979 werd uitgezonden. De serie gaat over de avonturen van zeven straatvegers in de gemeente Deeft.
Op latere leeftijd studeerde Rob Bakker Geschiedenis met als masterscriptie De boekhouders van de Holocaust. Hierin werd het werk van de ambtenaren beschreven die in de oorlog de gedeporteerde Joden registreerden.

### Secundaire en co-auteur
- Marketing missers, Management Press, 1991, ISBN 90-71475-59-X
- Zorg jij dat ik niet meer wakker word?, Sesam/Bosch & Keuning, 1990, ISBN 90-246-4814-9
- Marketing missers, Borsen Nederland, 1985, ISBN 90-71475-01-8
- Zorg jij dat ik niet meer wakker word?, met Klazien Sybrandy Anthos-boek, 1984, ISBN 90-6074-122-6
- Over dieren, Villa, 1982, ISBN 90-269-4798-4

### Vertalingen
- Het Mad boek voor sex, geweld en thuis eten, De Vrijbuiter, 1986, ISBN 90-6232-062-7
- Mad's hoe word ik een geslaagde hond, De Vrijbuiter, 1986, ISBN 90-6232-143-7
- Spitse antwoorden op stomme vragen, De Vrijbuiter, 1986, ISBN 90-6232-133-X
- De Mad avonturen van Captain Kluns, De Vrijbuiter, 1985, ISBN 90-6232-589-0
- Mad's Don Martin licht op, De Vrijbuiter, 1985, ISBN 90-6232-599-8
- De Mad gids voor geschiften-gluurders, De Vrijbuiter, 1984, ISBN 90-6157-342-4
- De Mad gids voor zelf-verbetering, De Vrijbuiter, 1984, ISBN 90-6157-339-4
- Het Mad versier-boek, De Vrijbuiter, 1983, ISBN 90-6157-335-1
- Knallend gek, De Vrijbuiter, 1983, ISBN 90-6157-337-8
- Mad's Don Martin graaft dieper, De Vrijbuiter, 1983, ISBN 90-6157-334-3
- Mad's Don Martin slaat koppig door, De Vrijbuiter, 1983, ISBN 90-6157-336-X

- Gemeinsame Normdatei: 1222824957
- International Standard Name Identifier: 0000 0001 3678 7536
- Library of Congress Control Number: n85216964
- Nationale Bibliotheek van Israël: 987008594163005171
- Nederlandse Thesaurus van Auteursnamen: 069211566
- Virtual International Authority File: 219389217
- WorldCat: E39PBJhd7dwdDjkxbvYyBh7CQq